# Kleitophon (Dialog)

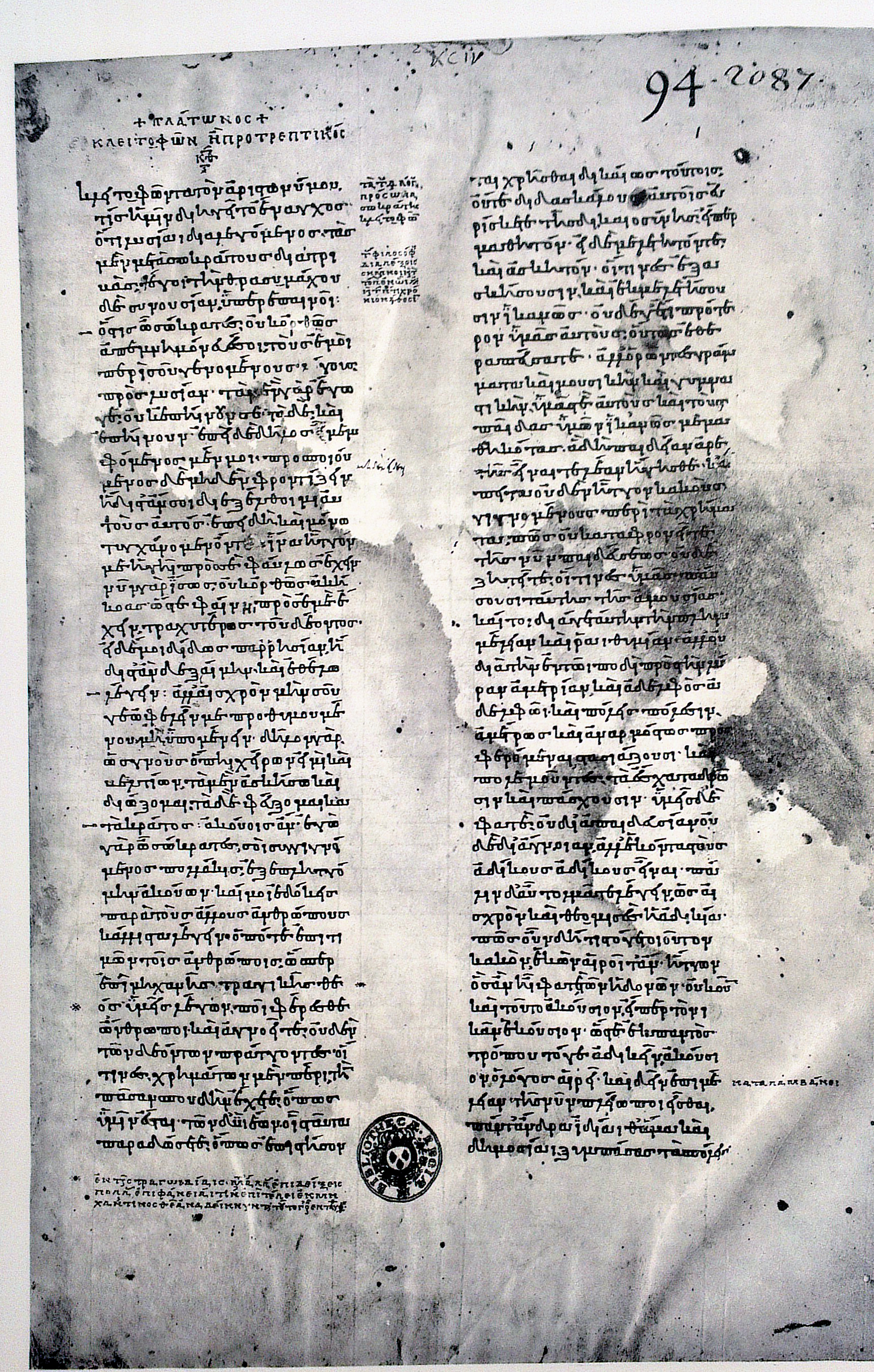
Der Anfang des Kleitophon in der ältesten erhaltenen Handschrift: Paris, Bibliothèque Nationale, Gr. 1807 (9. Jahrhundert)

Der Kleitophon (altgriechisch Κλειτοφῶν Kleitophṓn, latinisiert Clitopho) ist ein kurzer literarischer Dialog in altgriechischer Sprache, der im 4. oder 3. Jahrhundert v. Chr. verfasst wurde. In der Antike galt er als Werk des Philosophen Platon, doch in der modernen Forschung ist diese Zuschreibung umstritten. Zahlreiche Altertumswissenschaftler halten ihn nicht für ein authentisches Werk Platons, doch andere befürworten die Echtheit oder ziehen sie zumindest in Betracht. Der Kleitophon gilt als rätselhaft; über die Absicht, die der Verfasser verfolgt hat, gehen in der Forschung die Meinungen auseinander.
Den Inhalt bildet ein fiktives Gespräch des Philosophen Sokrates mit seinem Schüler Kleitophon, nach dem der Dialog benannt ist. Erörtert werden die Fragen, welchen Bezug zur Lebenswirklichkeit das philosophische Tugendideal hat, wie man für das Wohl der Seele sorgen und zu welchem Zweck Gerechtigkeit praktiziert werden soll. Kleitophons Verhältnis zu seinem Lehrer ist zwiespältig. Einerseits bewundert er ihn, da Sokrates auf überzeugende und ergreifende Weise für Gerechtigkeit eintritt, andererseits missfällt ihm, dass dabei nur von allgemeinen Grundsätzen die Rede ist und die konkrete Umsetzung, das eigentliche Ziel des Bemühens um Ethik, unklar bleibt. Daher glaubt Kleitophon, Sokrates könne oder wolle nur zur Tugend mahnen, nicht aber zu ihrer Verwirklichung anleiten. Eine Erwiderung des Sokrates auf diesen Vorwurf seines Schülers bleibt aus.

## Umstände und Teilnehmer
Wann und in welcher Umgebung sich der Dialog abspielt, wird nicht mitgeteilt. Der Schauplatz befindet sich jedenfalls in oder bei Athen, der Heimatstadt beider Gesprächspartner. Eine in die Ausgangssituation einführende Rahmenhandlung fehlt. Das Geschehen wird nicht von einem Berichterstatter erzählt, sondern setzt unvermittelt ein und wird durchgängig in direkter Rede wiedergegeben.
Im Kleitophon kommt Sokrates nur am Anfang kurz zu Wort. Den weitaus größten Teil des Textes macht der anschließende lange Monolog Kleitophons aus, in dem frühere Äußerungen des Sokrates und der Sokratiker wiedergegeben und kritisiert werden. Sokrates interessiert sich für die Kritik und versichert anfangs, er wolle aus ihr lernen, verzichtet dann aber am Schluss auf eine Stellungnahme. Die im Kleitophon dargestellte Grundhaltung des Sokrates ist dieselbe wie in den sicher echten Dialogen seines Schülers Platon. Sein Denken kreist um das Wohl der Seele und die Grundtugend Gerechtigkeit. Er hält die Tugend für lehrbar und möchte die Gerechtigkeit zur maßgeblichen Norm des Lebensvollzugs und der Politik machen. Ein großer Unterschied zu den sicher echten Dialogen besteht jedoch darin, dass der Leser ein unvorteilhaft wirkendes Bild von der sokratischen Philosophie erhält.
Bei Kleitophon handelt es sich um eine Person, die wirklich zur Zeit des Sokrates in Athen gelebt hat. Der historische Kleitophon betätigte sich als Politiker im Lager der gemäßigt oligarchischen Richtung und spielte eine Rolle bei der Vorbereitung der oligarchischen Verfassungsänderung des Jahres 411 v. Chr. In der Politeia, einem sicher echten Werk Platons, ist Kleitophon einer der Gesprächspartner des Sokrates. Dort tritt er ebenso wie in dem nach ihm benannten Dialog als Kritiker der Position des Sokrates auf. Allerdings ergreift er in der Politeia nur kurz das Wort.
Als Figur im Kleitophon ist der Namensgeber des Dialogs ein unzufriedener Schüler des Sokrates, der auch am Unterricht des berühmten Sophisten Thrasymachos teilnimmt. Dort sucht er das, was ihm bei Sokrates fehlt. Damit schwankt er zwischen zwei Gegenpolen, denn Thrasymachos, der Platon-Lesern aus der Politeia vertraut ist, verkörpert mit seiner gesamten Haltung einen Lebensentwurf, der in radikalem Gegensatz zu dem des Sokrates steht. Kleitophon will von einer Autorität belehrt werden, er verlangt klare und unzweifelhaft richtige Auskünfte; die sokratische Vorgehensweise – Wahrheitssuche im Dialog – ist ihm fremd.

## Inhalt
Sokrates erzählt, jemand habe ihm hinterbracht, dass Kleitophon seinen Philosophieunterricht abfällig beurteilt habe. Die Wissensvermittlung bei Thrasymachos hingegen habe Kleitophon überschwänglich gepriesen. Der so zur Rede gestellte Kleitophon versucht sich zu rechtfertigen: Zwar habe er tatsächlich manches an Sokrates nicht gelobt, anderes aber schon. Nun wolle er das falsch Wiedergegebene richtigstellen und damit die eingetretene Verstimmung beheben. Sokrates stimmt zu; er erklärt, er erhoffe sich davon hilfreiche Aufklärung über seine Stärken und Schwächen. Der Rest des Gesprächs besteht aus Kleitophons ausführlicher Darstellung seiner Meinung über Sokrates’ Philosophieunterricht. Dabei schildert er zuerst das, was ihm gefällt, und geht dann zur Kritik über.
Zunächst fasst Kleitophon einige Kernpunkte der Lehre des Sokrates zusammen, die seine vorbehaltlose Zustimmung finden und ihm wie göttliche Botschaften vorkommen. Den Ausgangspunkt bildet die Kritik des Philosophen am Verhalten unwissender Menschen, die sich nur um das Anhäufen von Gütern kümmern, statt nach Einsicht zu streben, und daher außerstande sind, ihre Kinder gut zu erziehen und ihnen Werte zu vermitteln. Solche Leute hinterlassen ihren Besitz eines Tages ihren Söhnen, doch haben sie es törichterweise versäumt, ihre künftigen Erben im richtigen Umgang mit den Besitztümern zu unterweisen und ihnen Rechtschaffenheit beizubringen. Sie haben auch niemanden gefunden, der den Kindern auf diesem Gebiet als Lehrmeister dienen könnte. Die Folge des verhängnisvollen pädagogischen Versäumnisses sind Streitigkeiten und Kriege. Um die Pflege des Leibes kümmert man sich, die weitaus wichtigere Seele wird vernachlässigt. Es fehlt die Erkenntnis, dass der Ungerechte nicht böswillig, sondern aus Unwissenheit handelt. Nicht zu leben wäre besser als ein schlechtes Leben zu führen. Wer nicht vernünftig handeln kann, für den wäre ein Leben als Sklave besser als eines in Freiheit, da er dann nicht seiner eigenen schlimmen Herrschaft unterstünde. Abhilfe schaffen könnte jedoch der Erwerb der Tugend. Dieser Weg steht dem Menschen offen, da Tugend nach Sokrates’ Überzeugung lehrbar ist.
Kleitophon betont, dass er die genannten Thesen des Sokrates nach wie vor für zutreffend und wichtig hält und weiterhin von der Lehrbarkeit der Tugend überzeugt ist. Die bloße Vermittlung von Theorie im Unterricht empfindet er jedoch als unbefriedigend. Ihm geht es um die praktische Anwendung des erlangten Wissens; er möchte erfahren, wie man die philosophischen Einsichten in die Tat umsetzt. Zu diesem Zweck hat er sich, wie er nun berichtet, zunächst an die kompetentesten Gefährten des Sokrates gewandt. Ihnen trug er seine Fragen vor: Soll man etwa sein Leben nur damit verbringen, andere zur Tugendhaftigkeit zu ermahnen, worauf diese dann ihrerseits die Ermahnung weitergeben? Oder was ist darüber hinaus noch zu tun, wenn man gerecht werden will? Wie soll man es anfangen, sich die geforderte Tugend konkret anzueignen? Auf diese Fragen gab ihm der fähigste unter den Befragten die Antwort, das Mittel, das man dazu benötige, sei nichts anderes als die Gerechtigkeit.
Kleitophons Erwiderung war: So wie ein Arzt oder Baumeister nicht nur andere in seinem Fach ausbildet, sondern auch ein Produkt („Werk“, griechisch érgon) zu erzeugen hat, nämlich Gesundheit bzw. ein Bauwerk, so kann sich auch der Gerechte nicht darauf beschränken, andere in Gerechtigkeit zu unterweisen, sondern muss auch selbst etwas als sein spezifisches Produkt hervorbringen. Was aber ist das? Auf diese Frage erhielt Kleitophon die Antworten „das Nützliche“, „das Angemessene“, „das Zuträgliche“ und „das Vorteilhafte“. Dagegen wandte er ein, das sei nichts Besonderes, sondern gelte für jede Anwendung von Wissen, auch für jedes Handwerk; über den spezifischen Zweck der Gerechtigkeit sage es nichts aus. Schließlich erklärte ein anscheinend besonders scharfsinniger Sokratiker, die Gerechtigkeit erzeuge philia (Freundschaft, Freundesliebe) in den staatlichen Gemeinschaften. Die philia sei keine erotische Bindung, vielmehr sei sie als Gleichgesinntheit zu definieren. Sie stifte nur Gutes. Darauf fragte Kleitophon, ob diese Gleichgesinntheit nur auf der Übereinstimmung von Meinungen beruhe oder auf wirklichem gemeinsamem Wissen der Freunde. Da falsche Meinungen nichts Gutes stiften, musste der Gesprächspartner zugeben, dass es sich nur um wirkliches Wissen handeln könne. Hier ergab sich nun allerdings der Einwand, dass eine auf Wissen beruhende Gleichgesinntheit auch in allen anderen Wissensbereichen, beispielsweise in der Medizin, gegeben sei. In jedem Fach könne genau angegeben werden, worauf sich das jeweilige Wissen beziehe und was sein Zweck sei. Bei der Gerechtigkeit hingegen sei das ganz unklar. So scheiterte dieser Versuch, der Gerechtigkeit ein besonderes Produkt zuzuweisen.
Darauf wandte sich Kleitophon an Sokrates persönlich, erhielt aber immer wieder, wie er nun sagt, nur Widersprüchliches und Verwirrendes zur Antwort. Daher zieht er jetzt die Bilanz seiner bisherigen Bemühungen und kommt zum Ergebnis, Sokrates könne zwar besser als jeder andere zur Gerechtigkeit aufrufen, doch sei er nicht in der Lage oder nicht willens, zur konkreten Verwirklichung des angepriesenen Ideals anzuleiten. Daher werde er, Kleitophon, sich nun an Thrasymachos und andere wenden. Falls Sokrates doch den Weg zur Tugend konkret darlegen könne, solle er das endlich tun. Anderenfalls sei er für den, der die Notwendigkeit der Tugend schon eingesehen habe und nun mit der Umsetzung Ernst machen wolle, fast ein Hindernis. Eine Antwort des Sokrates bleibt aus; der Dialog endet in einer Aporie, einer Lage, in der sich keine Lösung abzeichnet.

## Verfasser, Entstehungszeit und Interpretation
In der modernen Forschung ist die Frage, wer den Kleitophon geschrieben hat und welche Absicht der Autor verfolgte, umstritten.
Stark vertreten ist bei den Altertumswissenschaftlern die Meinung, dass dieser Dialog nicht von Platon stammt, sondern von einem unbekannten Schriftsteller, der Platons Stil imitierte. Zu den Argumenten für die Unechtheit zählen die Kürze des Dialogs und der Umstand, dass Sokrates von einem Schüler heftig und auch mit Ironie angegriffen wird, ohne dass der Autor ihn auf die massive Kritik antworten lässt. Es stellt sich die Frage, ob dies mit Platons Loyalität zum geistigen Erbe seines verehrten Lehrers vereinbar ist. Auch auf eine außergewöhnlich starke Abhängigkeit des Kleitophon von sicher echten Dialogen Platons wird hingewiesen. Ferner wird geltend gemacht, die Gedankenführung sei stellenweise für Platon zu ungeschickt. Merkwürdig sei auch, dass sich Sokrates als Redner an eine Menge gewandt haben soll. Hinzu kommen sprachliche und stilistische Eigentümlichkeiten des Dialogs.
Allerdings hat auch die Gegenposition eine erhebliche Anzahl von Befürwortern. Sie treten für Platons Autorschaft ein oder halten sie zumindest für gut möglich. Zugunsten der Echtheitshypothese wird vorgebracht, dass weder die antike Tradition einen Zweifel stützt noch die Sprache erhebliche Verdachtsmomente bietet. Im Umgang mit der Thematik zeigt der Kleitophon seine Nähe zu sicher echten Werken Platons wie der Politeia, der Apologie des Sokrates und dem Euthydemos. Das lässt die Vertrautheit des Autors mit dem Gedankengut dieser Schriften erkennen, beweist aber nicht seine Identität mit Platon. Konrad Gaiser findet im Kleitophon eine „typisch platonische Hintergründigkeit“, die für die Echtheit spreche, da sie einem Schüler oder gar einem Fernstehenden nicht zuzutrauen sei. Gerard L. Ledger kommt aufgrund einer sprachstatistischen Untersuchung zum Ergebnis, der Kleitophon gehöre zu Platons späten Werken und sei am Anfang der letzten Schaffensphase des Philosophen entstanden, wohl um 355 v. Chr. Mit diesem Dialog habe sich Platon vom sokratischen Philosophieren verabschiedet und dann in den folgenden Spätwerken einen neuen Weg eingeschlagen. Eine ausführliche Begründung der Echtheitshypothese bietet der Herausgeber Simon R. Slings in der Einleitung zu seiner Edition. Er meint, der Kleitophon enthalte Kritik an einer „expliziten“ Protreptik, einer direkten Werbung für eine philosophische Lebensweise. Eine solche Protreptik sei Sokrates in nichtplatonischen Schriften in den Mund gelegt worden, was Platon missfallen habe. Platons Antwort auf die Kritik seiner Dialogfigur Kleitophon am expliziten Anpreisen der Philosophie liege in der „impliziten“ Protreptik der Politeia. Dass Kleitophon das letzte Wort behält, spricht aus der Sicht der Echtheitsbefürworter nicht gegen Platons Autorschaft. Für Geoffrey S. Bowe besteht der Grund für das Ausbleiben einer Erwiderung des Sokrates darin, dass Kleitophon in eine konstruktive Ratlosigkeit (Aporie) geraten ist, die den Ausgangspunkt für seine künftigen weiteren Überlegungen bilden soll; es ist nicht die Aufgabe des Sokrates, ihm eine Lösung zu zeigen. Ähnlich urteilt Jenny Bryan; sie führt das Schweigen des Sokrates darauf zurück, dass Kleitophon für die sokratische Vorgehensweise bei der Wahrheitssuche, die aktives Mitwirken des Schülers erfordere, nicht aufgeschlossen sei.
Als alternative Lösungsmöglichkeit wird die Vermutung ins Spiel gebracht, dass der Kleitophon unvollständig sei; es handle sich um einen unfertig gebliebenen Entwurf Platons, der nach seinem Tod unter seinen Aufzeichnungen gefunden worden sei. Diese Hypothese soll das abrupte Ende ohne Antwort des angegriffenen Sokrates erklären. Sie wurde schon 1840 von August Boeckh vertreten und wird in verschiedenen Varianten vorgetragen. Die Unfertigkeit könnte darauf zurückzuführen sein, dass der Text als Einleitung der Politeia konzipiert war, aber Platon ihn dann doch nicht für diesen Zweck verwendete. Nach einer anderen Vermutung verzichtete Platon auf die Fertigstellung, weil es ihm inzwischen gelungen war, dieselben Gedanken im Euthydemos besser auszudrücken. Ein weiterer Erklärungsvorschlag lautet, Platon habe sich außerstande gesehen, eine für ihn selbst befriedigende Entgegnung auf Kleitophons Kritik an Sokrates zu formulieren. Gegen die Unfertigkeitshypothese bringt jedoch Slings Einwände vor. Nach seiner Einschätzung macht der Dialog keineswegs den Eindruck der Unabgeschlossenheit. Slings glaubt, Sokrates antworte deswegen nicht, weil jede denkbare Antwort trivial wäre. Sie könnte nur im Eingeständnis bestehen, dass die Kritik berechtigt sei und er sein Verhalten als Lehrer daher ändern werde. Seine grundsätzliche Bereitschaft dazu habe Sokrates aber schon am Anfang des Gesprächs bekundet, daher brauche er das nicht zu wiederholen. Sokrates sei nicht überlegen, vielmehr sei er mit den Mitteln seiner eigenen Debattierkunst geschlagen worden. Die Anlage des Dialogs zeige, dass der Verfasser diesen Ausgang von Anfang an geplant habe. Auch Michael Erler findet die Annahme der Unfertigkeit unbefriedigend. Er hält den Dialog für wahrscheinlich unecht, schließt aber die Möglichkeit nicht aus, dass Platon Selbstkritik üben und die Angreifbarkeit der sokratisch-platonischen Tugendlehre aufzeigen wollte. Im Kleitophon werde Platons These, der wahre Philosoph und Politiker könne seine Mitbürger gerecht machen, kritisch geprüft.
In der neueren Forschung wird – unabhängig von der Echtheitsfrage – die Entstehung des Kleitophon einhellig in den Zeitraum zwischen ca. 370 v. Chr. und dem Ende des 3. Jahrhunderts v. Chr. gesetzt. Als wahrscheinlich gilt, dass der Dialog im 4. Jahrhundert v. Chr. geschrieben wurde; als Autor wird entweder Platon selbst oder ein Angehöriger seiner Philosophenschule, der Platonischen Akademie, angenommen. Slings plädiert für Abfassung in den späten 370er Jahren oder in den 360er Jahren v. Chr. Antonio Carlini hingegen hält den Autor für einen Akademiker, der zur Zeit des Scholarchen (Schuloberhaupts) Arkesilaos († 241/240 v. Chr.) lebte, also in der Anfangsphase der mit Arkesilaos beginnenden Epoche der „Jüngeren Akademie“. Hans Joachim Krämer sieht in dem Verfasser einen kritischen Akademiker, der angesichts der in der Akademie erzielten philosophischen Fortschritte das Vorgehen des Sokrates als unzulänglich und überholt darstellen wollte. Nach der Einschätzung von Joachim Dalfen sind der Kleitophon und andere unechte Dialoge Arbeiten, mit deren Anfertigung Platon seine ersten Schüler beauftragte. Mit dieser Hypothese erklärt Dalfen die Nähe dieser Werke zu Platons Frühschriften und das Fehlen von Elementen, die für die späteren echten Dialoge typisch sind. Der Kleitophon müsse vor Platons Dialog Gorgias entstanden sein, denn er stelle eine Vorstufe zu diesem dar. Im Gorgias werde ausführlich geklärt, was im Kleitophon bis zum Schluss eine offene Frage blieb, die Sokrates scheinbar nicht beantworten konnte.
Gegen die verbreitete Annahme, der Dialog müsse entweder von Platon selbst oder von einem Platoniker stammen, wandte sich Johannes Geffcken. Er sah in dem Verfasser einen zum Teil aristotelisch denkenden, aber eigentlich unphilosophischen Rhetor und Sophisten, der gegen den Platonismus polemisiert habe. Auch Luc Brisson schreibt den Dialog einem Autor zu, der die philosophische Lebensführung mit Skepsis betrachtete und der Rhetorik und politischen Betätigung den Vorzug gab.
Jedenfalls war es ein Anliegen des Autors, die Fragwürdigkeit einer protreptischen Anpreisung philosophischer Ideale ohne echtes Verständnis der propagierten Werte aufzuzeigen. Bedeutsam ist dabei der Umstand, dass keiner der angesprochenen Gefährten des Sokrates mit einer befriedigenden Antwort auf Kleitophons bohrende Fragen aufwarten konnte. Damit wollte der Autor, falls er Platoniker war, auf die Nutzlosigkeit eines Studiums, das sich auf die Aneignung von Parolen und unreflektierten Behauptungen beschränkt, hinweisen und die Unerlässlichkeit der Begriffsanalyse verdeutlichen.

## Rezeption
Antike und Mittelalter
Schon der Schriftsteller Xenophon, ein Zeitgenosse Platons und Bewunderer des Sokrates, nahm zum Vorwurf Stellung, Sokrates habe die Menschen zwar gut zur Tugend ermuntern können, sei aber unfähig gewesen, sie zu ihr zu führen. Er wies diese Kritik in seinen Erinnerungen an Sokrates (Memorabilia) zurück. Seine Wiedergabe des Vorwurfs scheint eine Anspielung auf den Kleitophon zu sein, doch kann daraus nicht mit Sicherheit gefolgert werden, dass Xenophon den Dialog kannte. Immerhin zeigen seine Bemühungen, die Kritik an Sokrates zu widerlegen, dass die Meinung der Dialogfigur Kleitophon, Sokrates habe keine konkrete Anleitung zu einem tugendhaften Leben gegeben, schon damals vertreten wurde.
Im 3. Jahrhundert v. Chr. kritisierte der Stoiker Chrysippos in seiner Schrift Über die Protreptik eine der im Kleitophon Sokrates in den Mund gelegten Thesen: die Behauptung, dass es für einen Menschen, der nicht richtig zu leben verstehe, besser sei, gar nicht zu leben. Dies ist der älteste belastbare Beleg für Rezeption des Kleitophon.
Die Echtheit des Dialogs wurde in der Antike nicht bezweifelt. In der Tetralogienordnung der platonischen Werke, die anscheinend im 1. Jahrhundert v. Chr. eingeführt wurde, gehört der Kleitophon zur achten Tetralogie. Der Philosophiegeschichtsschreiber Diogenes Laertios führte ihn unter den echten Werken Platons an. Er zählte ihn zu den „ethischen“ Dialogen und gab als Alternativtitel Protreptikos an. Dabei berief er sich auf eine heute verlorene Schrift des Mittelplatonikers Thrasyllos.
In der römischen Kaiserzeit wurde der Kleitophon von Rednern verwertet. Dion Chrysostomos übernahm in seiner 13. Rede (In Athen über das Exil) Gedanken des Dialogs. Auch der spätantike Rhetor Themistios griff auf das Platon zugeschriebene Werk zurück; in seiner 26. Rede bot er eine abgewandelte Version der Ausführungen des Sokrates im Kleitophon. Die Platoniker Apuleius und Alkinoos und der christliche Schriftsteller Hippolyt von Rom zitierten den Dialog bei der Besprechung der sokratischen These, dass schlechte Taten nur unfreiwillig begangen werden.
Der Platoniker Ptolemaios, der vermutlich im 3. Jahrhundert lebte, erklärte das Fehlen einer Entgegnung des Sokrates auf die Kritik damit, dass Sokrates Kleitophon keiner Antwort gewürdigt habe.
Im Mittelalter hatten die Gelehrten West- und Mitteleuropas keinen Zugang zum Text des Dialogs. Im Byzantinischen Reich hingegen waren Abschriften vorhanden. Die älteste erhaltene Kleitophon-Handschrift wurde dort um die Mitte des 9. Jahrhunderts angefertigt. Vermutlich war sie für die Bibliothek des kaiserlichen Palastes bestimmt. Ein Indiz für – vielleicht nur indirekte – Kenntnis des Kleitophon in der arabischsprachigen Welt des Mittelalters bietet der Philosoph al-Fārābī, der im 10. Jahrhundert eine Übersicht zu Platons Schriften mit dem Titel Die Philosophie Platons, ihre Teile und die Ordnung ihrer Teile von ihrem Anfang bis zum Ende verfasste. Nach al-Fārābīs Bericht verglich Platon die Unterrichtsmethode des Sokrates mit derjenigen des Thrasymachos und kam zum Ergebnis, dass Sokrates mit seiner Methode zwar in der Lage sei, die Gerechtigkeit und die Tugenden wissenschaftlich zu untersuchen und die Menschen über ihre Unwissenheit aufzuklären, dass aber die Methode des Thrasymachos für die Charakterbildung besser geeignet sei. Diese Darstellung kann wohl nur auf den Kleitophon zurückzuführen sein.
Neuzeit

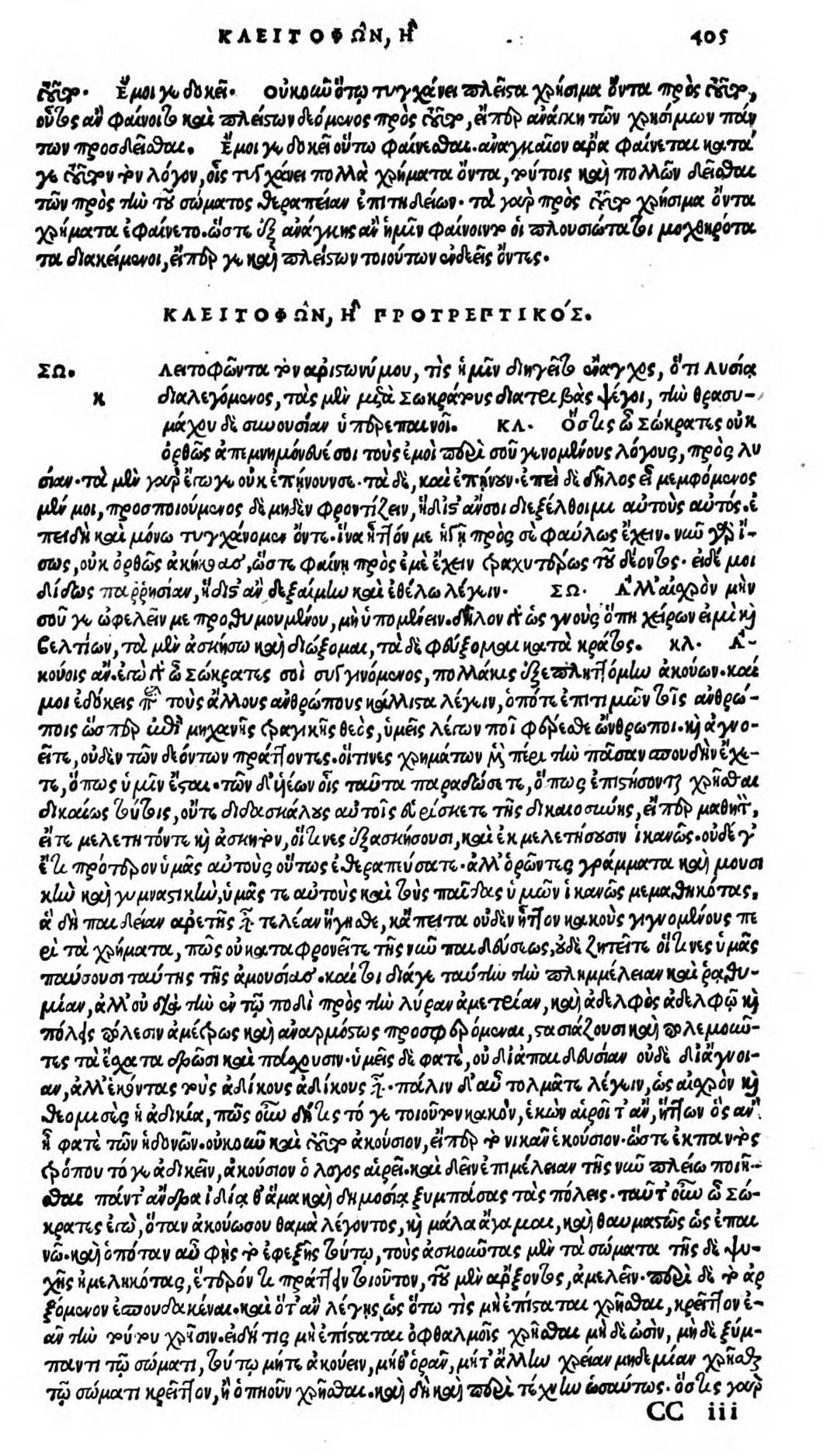
Der Anfang des Kleitophon in der Erstausgabe, Venedig 1513

Im Westen wurde der Kleitophon im Zeitalter des Renaissance-Humanismus wiederentdeckt. Der Humanist Marsilio Ficino bezweifelte die Echtheit, doch übersetzte er das Werk ebenso wie die anderen Dialoge ins Lateinische. Die Übersetzung veröffentlichte er 1484 in Florenz in der Gesamtausgabe seiner lateinischen Platon-Übersetzungen. Damit wurde der Dialog einem breiteren gebildeten Lesepublikum zugänglich.
Die Erstausgabe des griechischen Textes erschien im September 1513 in Venedig bei Aldo Manuzio als Teil der ersten Gesamtausgabe der Werke Platons. Der Herausgeber war Markos Musuros. Hinsichtlich der Echtheitsfrage bestand dort eine Verwirrung: Der Kleitophon wurde unter die unechten Werke eingereiht, aber im Inhaltsverzeichnis unter den echten angeführt. Auf dieser Ausgabe, der „Aldine“, basiert die lateinische Übersetzung, die der Humanist Willibald Pirckheimer anfertigte und 1523 in Nürnberg bei seinem Drucker Friedrich Peypus veröffentlichte. Henri Estienne (Henricus Stephanus), der 1578 seine Gesamtausgabe von Platons Œuvre mit lateinischen Übersetzungen von Jean de Serres (Johannes Serranus) herausbrachte, sprach sich ebenso wie de Serres für die Echtheit aus. Seine Ausgabe blieb bis ins frühe 19. Jahrhundert maßgeblich.
1809 plädierte Friedrich Schleiermacher in der Einleitung zu seiner deutschen Kleitophon-Übersetzung gegen die Echtheit. Er brachte vor, schon der Anfang des möglicherweise unvollständigen Textes sei ganz unplatonisch und es sei nicht ersichtlich, zu welchem Zweck Platon „einen solchen Angriff gegen den Sokrates sollte eingeleitet haben“. Der Dialog stamme wahrscheinlich „aus einer der besten Rednerschulen“ und sei gegen Sokrates und die Sokratiker einschließlich Platons gerichtet. Das Ganze sei „eine fortlaufende Parodie und Karikatur platonischer Manieren“. Die „zierliche Nachlässigkeit gewisser Platonischer Perioden“ sei in diesem Werk „in einer Fülle nachgebildet, die nicht leicht verfehlen wird einen lebhaften Eindruck zu machen“.
In der modernen Forschung hat die Frage der Authentizität zu langen Diskussionen Anlass gegeben. Zahlreiche Forscher haben sich für die Unechtheit ausgesprochen, doch auch die Gegenmeinung hat eine Reihe von Verfechtern und die Debatte dauert weiterhin an. Versuche, die Entstehung des Werks in einen bestimmten historischen Zusammenhang einzuordnen und die Absicht des Verfassers genauer zu bestimmen, sind hypothetisch geblieben. Die Urteile über die literarische Qualität sind im Allgemeinen relativ günstig ausgefallen. Ulrich von Wilamowitz-Moellendorff war von der Unechtheit überzeugt, bezeichnete den Kleitophon aber als wertvolle Antwort auf die echten Dialoge Politeia und Phaidros. Er hielt den Verfasser für ein abtrünniges Mitglied der Platonischen Akademie, einen ehrlichen Mann, „der den Weg der Wissenschaft nicht gehen konnte oder mochte und daher unbefriedigt blieb“, denn für ihn hätte bei seiner Veranlagung „ein offenbartes Sittengesetz, ein fest vorgeschriebener Heilsweg“ gepasst. Alfred Edward Taylor verwarf aus inhaltlichen Erwägungen die Annahme der Echtheit, meinte aber, in sprachlicher Hinsicht spreche nichts gegen Platons Autorschaft, der Stil sei auf dem Niveau der echten Werke. William K. C. Guthrie befand 1978, der Stil erinnere an sophistische Manipulationskunst. Das schließe aber die Authentizität nicht aus, denn es sei zu bedenken, dass Platon ein brillanter Imitator und Parodist gewesen sei. Hans-Georg Gadamer bezeichnete 1990 den Kleitophon als merkwürdig, aber nicht unbedeutend. Er meinte, man solle vielleicht „dem spielfreudigen Geiste Platos zutrauen, daß er wirklich der Verfasser war“. Der Kleitophon sei als „Vorspiel zur ‚Politeia’ Platos durchaus nicht unwürdig“.

## Ausgaben und Übersetzungen
- Simon R. Slings (Hrsg.): Plato: Clitophon. Cambridge University Press, Cambridge 1999, ISBN 0-521-62368-5 (maßgebliche kritische Ausgabe mit ausführlicher Einleitung, englischer Übersetzung und Kommentar)
- Franz Susemihl (Übersetzer): Kleitophon. In: Erich Loewenthal (Hrsg.): Platon: Sämtliche Werke in drei Bänden, Bd. 1, unveränderter Nachdruck der 8., durchgesehenen Auflage, Wissenschaftliche Buchgesellschaft, Darmstadt 2004, ISBN 3-534-17918-8, S. 884–890
- Helmut von den Steinen (Übersetzer): Platonica I. Kleitophon, Theages. Eine Einführung bei Sokrates. Herausgegeben von Torsten Israel. Queich-Verlag, Germersheim 2012, ISBN 978-3-939207-12-2, S. 39–46 (szenisch gestaltete künstlerische Übertragung in rhythmischer Prosa)